# Єлінська сільська рада
Є́лінська сільська́ ра́да — адміністративно-територіальна одиниця та орган місцевого самоврядування у Щорському районі Чернігівської області. Адміністративний центр — село Єліне.

## Загальні відомості
Єлінська сільська рада утворена в 1919 році.
- Територія ради: 101,451 км²
- Населення ради: 522 особи (станом на 2001 рік)

## Населені пункти
Сільській раді були підпорядковані населені пункти:
- с. Єліне
- с. Безуглівка
- с. Містки
- с. Млинок

## Склад ради
Рада складалася з 14 депутатів та голови.
- Голова ради: Кухаренко Ніна Миколаївна
- Секретар ради: Лінська Ольга Олексіївна

### Керівний склад попередніх скликань
| ПІБ                       | Основні відомості                                                               | Дата обрання | Дата звільнення |
| ------------------------- | ------------------------------------------------------------------------------- | ------------ | --------------- |
| Кухаренко Ніна Миколаївна | Сільський голова, 1965 року народження, освіта середня спеціальна, позапартійна | 26.03.2006   | 31.10.2010      |
| Кухаренко Ніна Миколаївна | Сільський голова, 1965 року народження, освіта середня спеціальна, позапартійна | 31.10.2010   |                 |

Примітка: таблиця складена за даними джерела

### Депутати
За результатами місцевих виборів 2010 року депутатами ради стали:

#### За суб'єктами висування
| Суб'єкт висування            | Кількість обраних депутатів | %    |
| ---------------------------- | --------------------------- | ---- |
| Партія регіонів              | 10                          | 71,4 |
| Самовисування                | 2                           | 14,3 |
| Народна партія               | 1                           | 7,1  |
| Соціалістична партія України | 1                           | 7,1  |

#### За округами
| № округу                     | Прізвище, ім'я, по батькові    | Дата визнання обраним | Освіта  | Партійна приналежність             | Відомості про обраного депутата                    |
| ---------------------------- | ------------------------------ | --------------------- | ------- | ---------------------------------- | -------------------------------------------------- |
| Народна Партія               |                                |                       |         |                                    |                                                    |
| 5                            | Фориш Віктор Михайлович        | 05.11.2010            | середня | член Народної партії               | Єлінський агролісгосп, лісничий                    |
| Партія регіонів              |                                |                       |         |                                    |                                                    |
| 1                            | Коротиш Юрій Васильович        | 05.11.2010            | вища    | член Партії регіонів               | тимчасово не працює                                |
| 2                            | Савченко Надія Адамівна        | 05.11.2010            | вища    | позапартійна                       | Єлінська сільська рада, головний бухгалтер         |
| 3                            | Лінський Петро Андрійович      | 05.11.2010            | вища    | член Партії регіонів               | загальноосвітня школа, вчитель                     |
| 4                            | Лінська Ольга Олексіївна       | 05.11.2010            | вища    | член Партії регіонів               | Єлінська сільська рада, секретар                   |
| 6                            | Шрамченко Анастасія Андріївна  | 05.11.2010            | вища    | член Партії регіонів               | пенсіонер                                          |
| 8                            | Коротиш Наталія Василівна      | 05.11.2010            | середня | член Партії регіонів               | магазин с. Єліне, продавець                        |
| 9                            | Мороз Леонід Михайлович        | 05.11.2010            | вища    | позапартійний                      | приватний підприємець                              |
| 11                           | Мороз Марина Михайлівна        | 05.11.2010            | вища    | позапартійна                       | магазин с. Єліне, продавець                        |
| 13                           | Маховик Світлана Миколаївна    | 05.11.2010            | середня | позапартійна                       | Єлінське відділення поштового зв'язку, завідувачка |
| 14                           | Швидка Тетяна Михайлівна       | 05.11.2010            | вища    | член Партії регіонів               | Єлінський фельдшерський пункт, завідувачка         |
| Соціалістична партія України |                                |                       |         |                                    |                                                    |
| 7                            | Біба Анатолій Григорович       | 05.11.2010            | середня | член Соціалістичної партії України | тимчасово не працює                                |
| Самовисування                |                                |                       |         |                                    |                                                    |
| 10                           | Коротиш Світлана Олександрівна | 05.11.2010            | середня | позапартійна                       | вихователь прийомної сім'ї                         |
| 12                           | Бобровник Анатолій Якович      | 05.11.2010            | середня | член Комуністичної партії України  | тимчасово не працює                                |